# リーチング・フォース
『リーチング・フォース』（Reaching Fourth）は、アメリカ合衆国のジャズ・ピアニスト、マッコイ・タイナーが1962年に録音・1963年に発表したスタジオ・アルバム。

## 解説
タイナーのリーダー・アルバムとしては2作目に当たる。当時タイナーはジョン・コルトレーン・カルテットに在籍しており、本作はコルトレーンのアルバム『バラード』のために行われた最終セッションの翌日に録音された。ただし、前作『インセプション』がコルトレーン・カルテットの人脈で録音されたのに対し、本作では外部ミュージシャンのヘンリー・グライムスおよびロイ・ヘインズがサイドマンを務めた。
スコット・ヤナウはオールミュージックにおいて5点満点中4.5点を付け「ジョン・コルトレーン・カルテットにおける演奏ほど激しくはないが、全体的に印象深く、35年を経た今でも通用するサウンドである」と評している。

## 収録曲
1. リーチング・フォース - "Reaching Fourth" (McCoy Tyner) - 4:21
2. グッドバイ - "Goodbye" (Gordon Jenkins) - 5:46
3. アーニーのテーマ - "Theme for Ernie" (Fred Lacey) - 5:59
4. ブルース・バック - "Blues Back" (M. Tyner) - 6:56
5. オールド・デヴィル・ムーン - "Old Devil Moon (From Finian's Rainbow)" (Yip Harburg, Burton Lane) - 7:29
6. ジョーンズ嬢に会ったかい - "Have You Met Miss Jones" (Lorenz Hart, Richard Rodgers) - 3:46

## 参加ミュージシャン
- マッコイ・タイナー - ピアノ
- ヘンリー・グライムス - ベース
- ロイ・ヘインズ - ドラムス